# Barkell Nunatak
Barkell Nunatak är en nunatak i Antarktis. Den ligger i Östantarktis. Australien gör anspråk på området. Toppen på Barkell Nunatak är 888 meter över havet.
Terrängen runt Barkell Nunatak är lite kuperad. Trakten är obefolkad. Det finns inga samhällen i närheten. 